# Dietrich Mateschitz
Dietrich Mateschitz est un entrepreneur autrichien né le 20 mai 1944 à Sankt Marein im Mürztal en Styrie et mort le 22 octobre 2022 à Sankt Wolfgang im Salzkammergut. Il est le cofondateur de Red Bull GmbH, société commercialisant la boisson énergétique Red Bull Energy Drink promue principalement dans le monde du sport, notamment dans le sport extrême, avec de nombreux athlètes sous contrat. 
Dietrich Mateschitz était copropriétaire des écuries de Formule 1, Red Bull Racing et Scuderia AlphaTauri jusqu'à son décès.

## Biographie
Dietrich Mateschitz naît le 20 mai 1944 dans une famille d'enseignants. Après l'obtention d'un diplôme d'économie à Vienne, Dietrich Mateschitz est employé notamment comme responsable mercatique pour la marque de dentifrice Blendax. En 1982, assis au bar du Mandarin Hôtel de Hong Kong pendant un voyage d'affaires, Dietrich goûte une « boisson tonique » prisée en Asie. Il s'associe alors avec le producteur thaïlandais Chaleo Yoovidhya afin de racheter les droits de la société, et lance avec succès l'entreprise Red Bull et la boisson du même nom en 1984.
Il a fait construire une halle vitrée baptisée Hangar-7 à l'aéroport de Salzbourg, afin d'y abriter sa collection personnelle d'avions de collection, d'avions militaires et de voitures de luxe. Cet endroit abrite aussi un restaurant en hauteur dont l'accès se fait par une rampe suspendue au plafond. Dietrich Mateschitz s'est donné comme objectif de faire venir un grand cuisinier chaque mois.

### Formule 1
En Formule 1, Dietrich Mateschitz rachète les écuries Jaguar Racing en 2004 et Scuderia Minardi en 2006, respectivement rebaptisées Red Bull Racing et Scuderia Toro Rosso (puis Scuderia AlphaTauri). Sur l'Österreichring, ancien circuit du Grand Prix d'Autriche à Spielberg, il propose la construction d'un immense complexe comprenant, outre une école de pilotage, une base aérienne, un hôtel ainsi qu'un centre de formation pour techniciens et scientifiques. En 2014, le circuit est réintégré au calendrier du championnat du monde de Formule 1.

### Football
L'homme d'affaires a décroché une licence en première division autrichienne et transforme le SV Austria Salzbourg en Red Bull Salzbourg. En 2006, il rachète le New York/New Jersey MetroStars, club de New York, et le renomme Red Bull New York. En 2007, il achète le SSV Markranstädt, club de la banlieue de Leipzig, et qui évolue en cinquième division allemande. Il renomme le club Rasen Ballsport Leipzig pour contourner la règle interdisant le nommage en Allemagne. En 2016, le club atteint la Bundesliga.

### Wings for Life
Dietrich Mateschitz est avec Heinz Kinigadner l'un des fondateurs de la fondation Wings for Life qui soutient financièrement la recherche sur la moëlle épinière. Celle-ci organise tous les ans depuis 2014 la Wings for Life World Run pour collecter des dons.

### Mort
Dietrich Mateschitz meurt le 22 octobre 2022, à 78 ans, des suites d'un cancer du pancréas,.

## Fortune
En 2022, le magazine Forbes considérait Dietrich Mateschitz comme étant l'homme le plus riche d'Autriche, sa fortune étant estimée à 27,4 milliards de dollars,.
Il possède plusieurs propriétés en Autriche, ainsi qu'une île privée aux Fidji : l'île de Laucala.

## Vie privée
Très discret sur sa vie privée, Dietrich Mateschitz ne s'est jamais marié. Il a un fils, Mark, né en 1992 de sa relation avec son ex-compagne Anita Gerhardter.

## Prises de position
Critique vis-à-vis de la classe politique autrichienne, Dietrich Mateschitz se décrit en 2017 comme « cosmopolite, pacifiste et individualiste » et comme « quelqu'un qui s'oppose fondamentalement à toute opinion qu'on impose. Peu importe d'où vient ce diktat. Même si par-là vous vous rendez partout suspect : en Amérique, on vous traite de communiste, en Europe de conspirationniste ou de populiste de droite. »
Il dénonce l'absence de maîtrise de la vague migratoire alors que « la plupart de ces gens ne répondaient pas à la définition du réfugié ». Pour lui, « on aurait dû évidemment fermer les frontières » et contrôler le flux comme l'ont fait les États d'Europe orientale. Il s'indigne et s'inquiète des déclarations de l'un des plus hauts fonctionnaires de Bruxelles pour qui « les États monoculturels devraient être rayés de la carte ».